# Vratislav Hugo Brunner

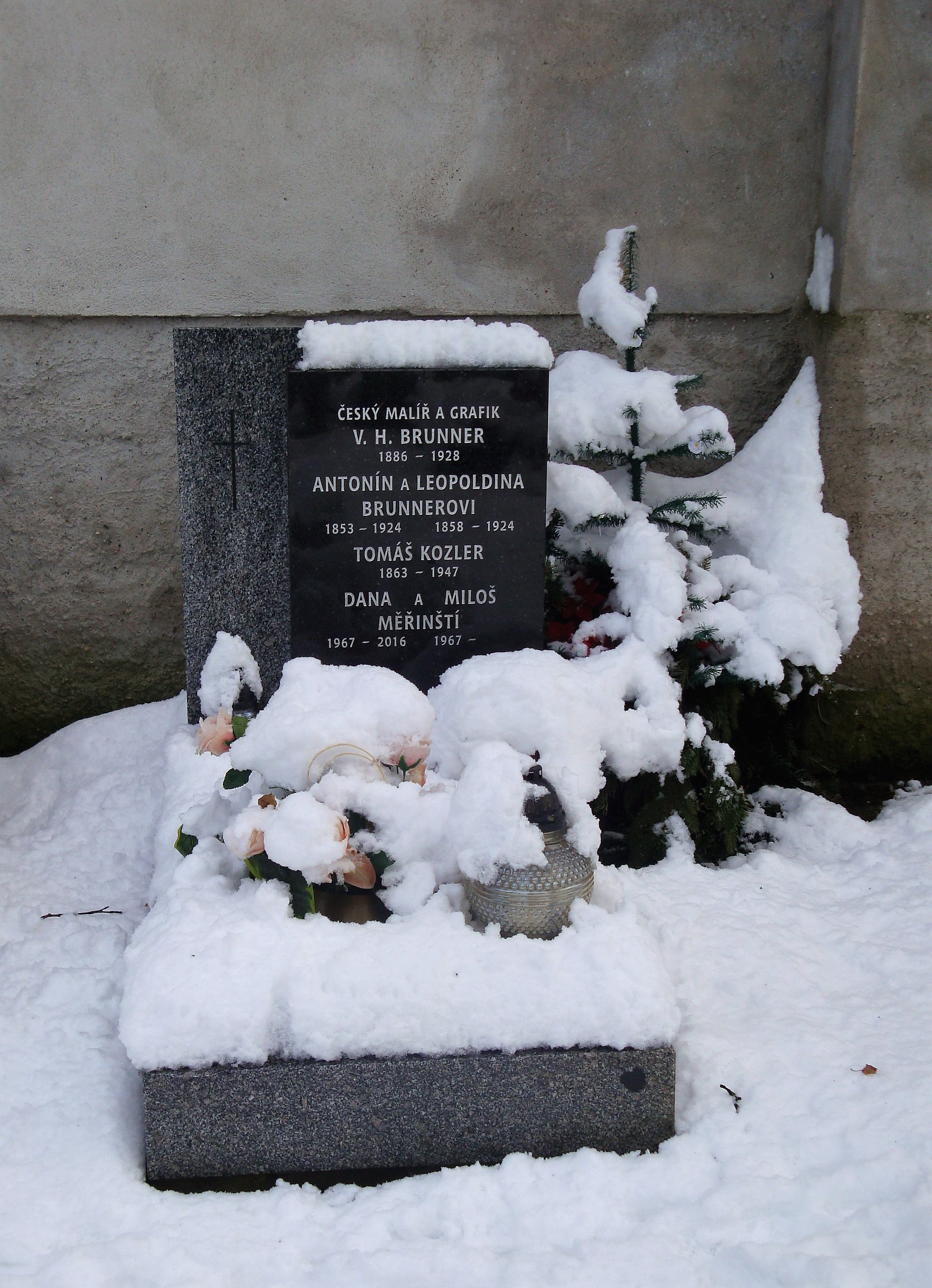
Hrob V. H. Brunnera (Olšanské hřbitovy)

Vratislav Hugo Brunner (22. října 1886 Praha – 13. července 1928 Horní Lomnice, dnes Kunice) byl český typograf, ilustrátor, grafik, karikaturista, autor hraček, divadelních scénografií, malíř. Významně zasáhl do vývoje české knižní grafiky.

## Život

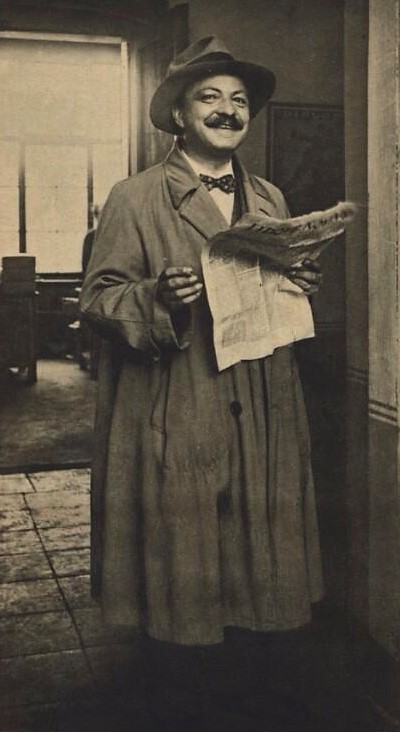
V. H. Brunner (1927, v tiskárně Neubert)

Vratislav Hugo Brunner se narodil v rodině staroměstského klempířského mistra Antonína Brunnera a jeho manželky Leopoldiny, rozené Chudobové. Po celý život žil v domě „V nebi“ na rohu Perštýna a Skořepky na Starém Městě pražském.[zdroj?] Studoval staroměstskou reálku, kde se přátelil s Eduardem Bassem a Františkem Frabšou. Eduard Bass byl jeho celoživotním přítelem.
Po prvním semestru kvinty odešel na Akademii výtvarných umění. V přípravce byli jeho učiteli Vlaho Bukovac a Bohumír Roubalík. Později pracoval pod vedením Vratislava Nechleby, Jakuba Obrovského a Maxmiliána Pirnera.
Byl neprůbojný, ale spoluorganizoval studentský život. Pro své přátele byl velice obětavý. Miloval své „vlídné kouty“ u přátel, jako byli Kamilla Neumannová a redakce Knihy dobrých autorů, anarchista Michael Kácha, Antonín Bouček v kavárně Union, Josef Waltner v kavárně Montmartre (která se nachází v domě U Tří divých mužů), vydavatel Karel Borový, vydavatelství bratří Neubertové, prostředí na UPŠ.
Od roku 1906 uveřejňoval časopisecky ilustrace a karikatury. V roce 1908 se stal jedním ze spoluzakladatelů Artělu (spolu s J. Bendou, H. Johnovou a M. Teinitzerovou). V roce 1909 spoluzaložil Novou edici (která vycházela do roku 1912 a přes krátkou dobu vydávání významně ovlivnila vývoj knižní kultury). V roce 1912 navštívil Lipsko a Mnichov. Ze zahraničí se vrátil nešťastný zpět do Prahy, protože mu chybělo jeho oblíbené prostředí.
Od roku 1919 byl profesorem na Uměleckoprůmyslové škole v Praze. Jeho žákem a později asistentem byl Josef Kaplický.
V roce 1921 navrhl malířskou výzdobu pro vstupní síň I. výstavy Svazu českého díla.
V roce 1925 obdržel 1. cenu a zlatou medaili za knižní výzdobu na Světové výstavě v Paříži. Téhož roku vytvořil malby pro československé vyslanectví v Pešti.
Jeden rok působil na Státní grafické škole jako výtvarník knihařského oddělení. V letech 1925–1927 byl členem redakce časopisu Pestrý týden, který vydával Karel Neubert. Potřetí v životě opustil Prahu až krátce před smrtí v roce 1927, když odjel na ozdravný pobyt do Itálie a na Sicílii. Jeho vážný zdravotní stav však již tento pobyt nedokázal zlepšit. Zemřel 13. července 1928 po dlouhé nemoci.
Spolek výtvarných umělců Mánes uspořádal v zimě 1928 posmrtnou výstavu Brunnerova díla v Obecním domě v Praze.

### Rodinný život
Vratislav Hugo Brunner byl ženatý, s manželkou Marií měli syna Jiřího.

## Dílo
Víme, že výtvarné dílo je pomník, jejž si umělec sám za svého života buduje, a že v očích příštích pokolení je hodnota umělcova dána hodnotou jeho díla. Leč jsou případy, kdy jen výtvarně – kritické měření a vážení znamená křivdu, protože jsou umělecké osobnosti, jejichž význam je nejen v díle, nýbrž i v tom, co s tímto dílem podnikaly. 
Eduard Bass 

### Počátky
V mládí byl ovlivněn řadou dobových vzorů (Heinrich Vogeler – Worpswedská škola, Aubrey Beardsley, Félicien Rops, Vallton, Edvard Munch, Théophile Steinlen, Henri de Toulouse-Lautrec). Později měli hlavní vliv na jeho kresbu a malbu barokní malíři a Honoré Daumier.

### Knižní grafika

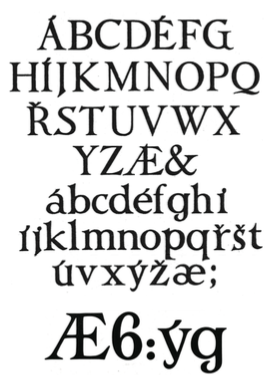
Brunnerův návrh písma (1919)

Již v době studií se začal věnovat úpravě knih. Pracoval nejprve pro S. K. Neumanna (edice Knihovna Nového kultu, 3. ročník), poté upravoval Knihy dobrých autorů pro Kamillu Neumannovou. Celkem upravil asi 600 knih, mimo jiné pro:
- Spolek českých bibliofilů,
- nakladatele Ludvíka Bradáče,
- nakladatele Karla Janského (edice Hyperion).

Mezi jeho nejznámější úpravy patří například:
- K. J. Erben: Kytice; spolupracoval s Karlem Dyrynkem, 1913.
- Božena Němcová: Babička; ilustrace Václav Špála, pro vydavatelství Aventinum, Otakar Štorch-Marien, 1923.

Navrhl řadu vlastních písem, která používal při grafické úpravě knih. Upravoval katalogy pro SČUG Hollar a Spolek výtvarných umělců Mánes.
Brunnerova cena není jen v estetické kráse, jež vystupovala čím dál tím čistěji a ryzeji, jeho význam byl i v tom, jak mnohonásobně jeho tvůrce zasahoval v český život vůbec, jak vedle pouhých knižních úprav vytvářel i kult krásné knihy, jaký vliv měl na fedrování literatury, ba přímo na její vznikání. 
Eduard Bass 

### Karikatury

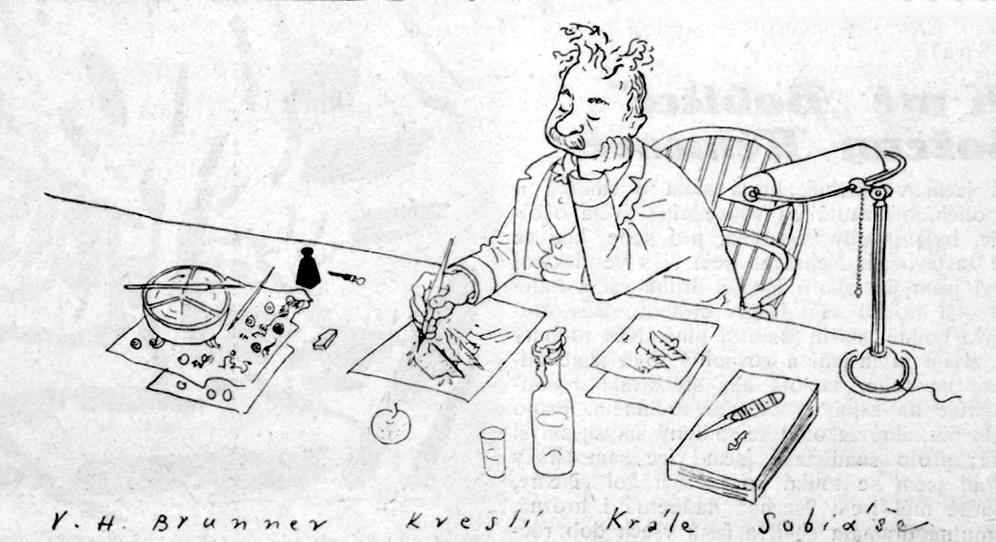
V. H. Brunner kreslí Krále Sobiáše, vlastní karikatura v Rozpravách Aventina, 1925

Své karikatury publikoval v časopisech Nová omladina, Šibeničky (F. Borový), Kopřivy, Letáky (St. Minařík), Prager Presse, Rarach, Rozpravy Aventina (Otakar Štorch-Marien) i jinde. Existuje též řada nepublikovaných karikatur, které jsou rozptýleny v různých památnících a soukromých sbírkách. Některé z nich byly po Brunnerově smrti použity v různých příležitostných vydáních spolu s jeho texty.

### Scénografie
Je autorem následujících scénografií:
Pro Národní divadlo:
- Vittorio Alfieri: Merope (1921)
- Josef Kajetán Tyl: Tvrdohlavá žena (1922)
- Julius Zeyer: Radúz a Mahulena (1923) [6]

Městská divadla pražská:
- Heinrich von Kleist: Penthesilea (1914)[7]

Dále pracoval pro kabaret Červená sedma.

### Literární práce
Literárními pracemi V. H. Brunnera jsou nejčastěji soubory karikatur doprovázených autorovými texty; některé soubory byly vydány až po Brunnerově smrti. Jsou to například:
- Kamarádi a známí: [spisovatelé – nakladatelé] (Praha, Družstevní práce, 1922, další vydání 1929)
- Přenešťastná historie o tom co se může státi, když tak spánek schvátí nešťastného malíře a to V. H. Brunýře (Praha, Marie Kozlerová, 1922, edice Čtení pro bibliofily, 3.)
- Epická improvisace o králi Sobiáši (soukromý tisk; Praha: Ot. Štorch-Marien, 1925. XXI listů. Miscelanea privata, sv. 1) – parodie na Karla Kramáře[8][nedostupný zdroj]
- Dobrodružství na Sahaře (soukromý tisk, Kamill Resler, 1928)
- Princ s ptákem Ohnivákem čili Když nemám chotě milovníka, namluvím si žalářníka aneb Intrik kdo se málo štítí, v černém lese štěstí chytí jinak Každá bolest velká dojista se přelká také Lepší papoušek nežli nic (Praha, Dr. Štěpán Jež, 1930).

### Další práce

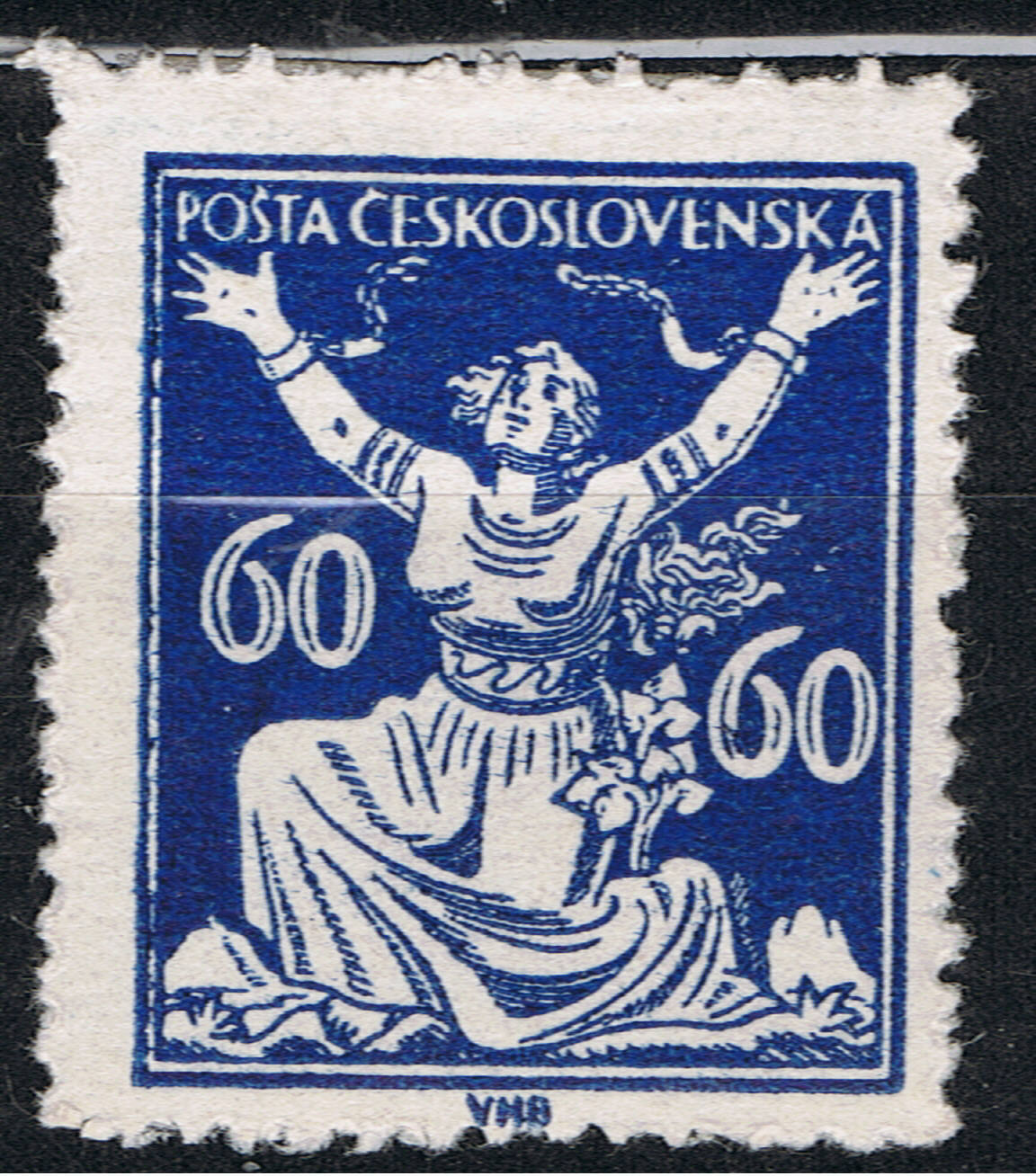
Poštovní známka Osvobozená republika z roku 1920

V roce 1927 navrhl spolu s Otakarem Španielem výzdobu západních dveří dostavby chrámu sv. Víta na Pražském Hradě (realizováno v roce 1929, po Brunnerově smrti).
Je též autorem exlibris, návrhů bibelotů a hraček. Navrhl poštovní známku Osvobozená republika (1920).

### Pseudonymy
- Daudas (Kalendář revolucionářů 1904, Šibeničky 1906)
- K. Bláha (Obzory 1905)
- Vojtěch Rábl (Kniha mladých 1909)
- J. Chmel (Rarach 1920)
- Jaroslav Studnička (Letáky 1917, Šibeničky 1918–1920, Rarach 1920, Kvítko z čertovy zahrádky 1925–1926)
- A.L. (Šibeničky 1919)
- J.S. (Šibeničky 1919).

## Galerie

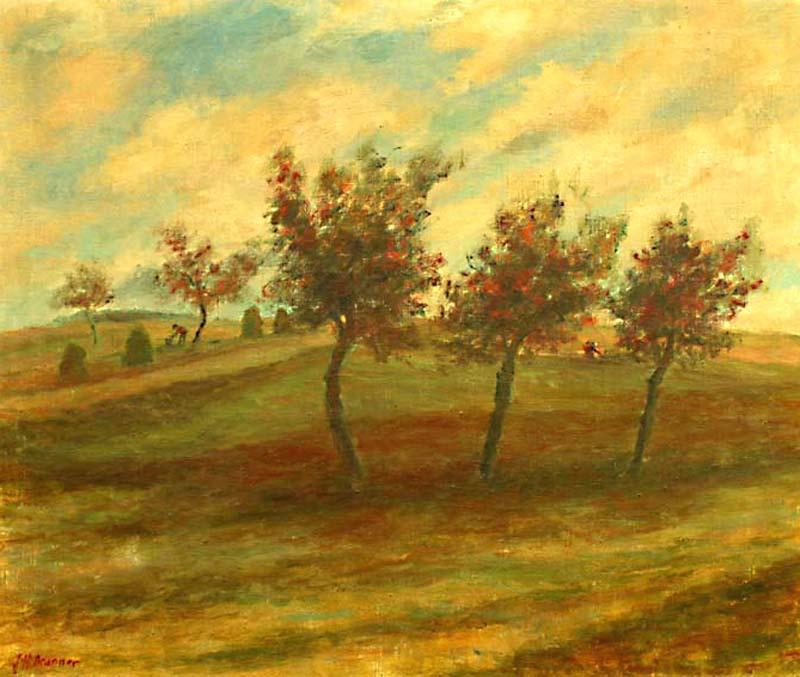
Stromy ve větru
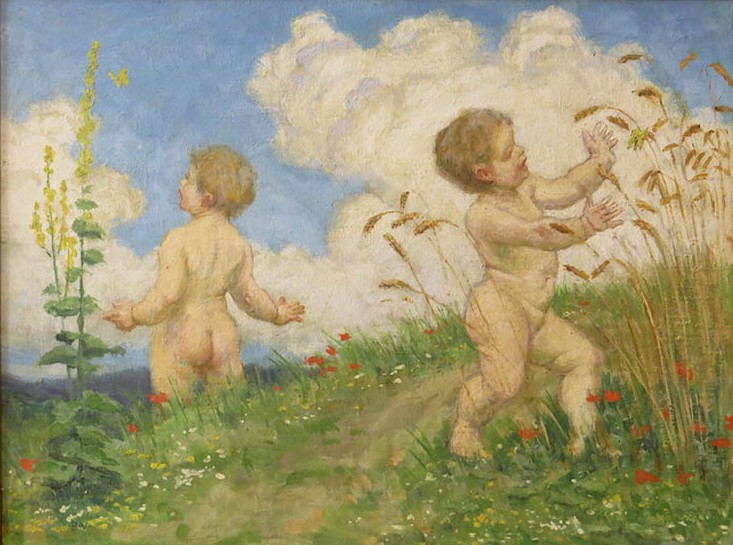
Děti a motýli
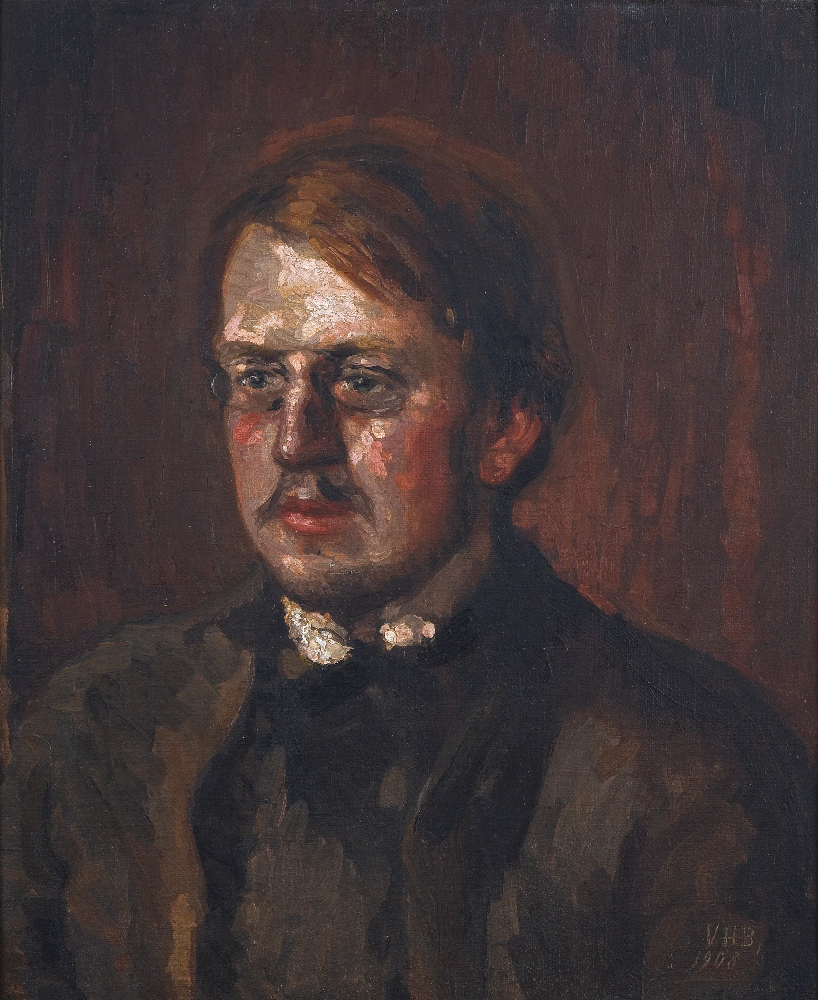
Portrét muže